# Edward Kuczyński
Edward Kuczyński (ur. 20 października 1905 w Worończy, zm. 23 sierpnia 1958 w Gdańsku) – polski grafik specjalizujący się w drzeworytnictwie, ilustrator książek (m.in. dla Wydawnictwa Polskiego R. Wegnera i Drukarni i Księgarni św. Wojciecha), projektant znaczków, ekslibrisów i innych grafik użytkowych.
Studiował na Wydziale Sztuk Pięknych Uniwersytetu Stefana Batorego w Wilnie (1927–1934), po czym rozpoczął pracę jako nauczyciel rysunku w Szkole Rzemiosł i Przemysłu Artystycznego. Dyplom grafika uzyskał w roku 1939. Po II wojnie światowej pracował w Katedrze Grafiki na Wydziale Sztuk Pięknych Uniwersytetu Mikołaja Kopernika w Toruniu, gdzie w latach 1952–1954 był prodziekanem, a następnie dziekanem (1954-1956).